# 叱东学
叱东学（1964年—），中国人民解放军海军少将，现任海军指挥学院少将副政治委员兼纪律检查委员会书记。

## 生平
叱东学曾在陕西渭南任职，当选为渭南市第四届人大代表。2015年2月，因调离渭南，代表资格终止。后调往江苏南京，任海军指挥学院副政治委员兼纪律检查委员会书记。2019年1月，叱东学补选成为江苏省第十三届人民代表大会代表，后当选江苏省十四届人大代表。
2019年6月28日，晋升海军少将。